# Henri Hubert
Henri Hubert (Parigi, 23 giugno 1872 – Parigi, 25 maggio 1927) è stato uno storico e sociologo francese.
Famoso per gli studi di antropologia in collaborazione con Marcel Mauss nel campo della magia e delle credenze religiose. Sua l'importante definizione del sacrificio come strumento di comunicazione fra l'uomo e le forze superiori.

## Opere
- Henri Hubert, Essai sur la nature et la fonction du sacrifice, Parigi, 1897-1898.
- Henri Hubert, Étude sommaire de la répresentation du temps dans la religion et la magie, Parigi, 1905.